# 황산성
황산성(黃山城, 1944년 11월 13일 ~ )은 대한민국의 변호사 출신 정치인이다. 제11대 국회의원을 지냈다.

## 학력
- 순천매산여자중학교 졸업[1]
- 경기여자고등학교 졸업
- 서울대학교 법학 학사

## 경력
- 1970년 : 제12회 사법시험 합격
- 1979년 : 한국여성법률연구소 회장
- 1981년 : 제11대 국회의원
- 1988년 : 방송문화진흥회 이사
- 1992년 : 제2대 한국여성변호사회 회장
- 1993년 : 제5대 환경처 장관
- 1997년 : 국무총리 행정심판위원회 위원
- 1999년 : 환경정의시민연대 공동대표, 내셔널 트러스트운동 추진본부 공동대표
- 2000년 : 자민련 부총재

## 방송 활동
- 1989년 : 《여론광장》(MBC)
- 2002년 : 《TV 생활법정》(KBS 1TV)

## 저서
- 《여성, 그리고 오늘에 말한다》.삼민사.1990년.
- 《엄마는 변호사라면서 왜 그리 모자라》.인폴리오.1994년.

## 역대 선거 결과
|  | 21.6% |

|  | 2.01% |

|  | 9.8% |

|  | 1.07% |

## 같이 보기
- 손숙
- 유영숙